# Waarom nou jij
Waarom nou jij is een single van Marco Borsato, afkomstig van het album Marco (1994). Het was Marco Borsato's tweede grote hit in het Nederlands, na Dromen zijn bedrog dat op hetzelfde album stond. Waarom nou jij is een Nederlandstalige bewerking van Quando finisce un amore, een nummer uit 1974 van Riccardo Cocciante.
De tekst gaat als zodanig over een voorbije liefde en het bijbehorende liefdesverdriet. Het nummer wordt echter ook geregeld gebruikt als uitvaartmuziek, omdat de tekst op meerdere manieren uitlegbaar is (met stukken als Waarom ben jij vertrokken...).

## Hitnoteringen
In januari 1995 bereikte Waarom nou jij de nummer 1-positie in de Nederlandse Top 40 De single werd eveneens een hit in Vlaanderen, waar hij de 4e plaats bereikte in de Ultratop 50.

### Nederlandse Top 40
| Hitnotering: 19-11-1994 t/m 11-03-1995 | Hitnotering: 19-11-1994 t/m 11-03-1995 | Hitnotering: 19-11-1994 t/m 11-03-1995 | Hitnotering: 19-11-1994 t/m 11-03-1995 | Hitnotering: 19-11-1994 t/m 11-03-1995 | Hitnotering: 19-11-1994 t/m 11-03-1995 | Hitnotering: 19-11-1994 t/m 11-03-1995 | Hitnotering: 19-11-1994 t/m 11-03-1995 | Hitnotering: 19-11-1994 t/m 11-03-1995 | Hitnotering: 19-11-1994 t/m 11-03-1995 | Hitnotering: 19-11-1994 t/m 11-03-1995 | Hitnotering: 19-11-1994 t/m 11-03-1995 | Hitnotering: 19-11-1994 t/m 11-03-1995 | Hitnotering: 19-11-1994 t/m 11-03-1995 | Hitnotering: 19-11-1994 t/m 11-03-1995 | Hitnotering: 19-11-1994 t/m 11-03-1995 | Hitnotering: 19-11-1994 t/m 11-03-1995 | Hitnotering: 19-11-1994 t/m 11-03-1995 |
| Week                                   | 1                                      | 2                                      | 3                                      | 4                                      | 5                                      | 6                                      | 7                                      | 8                                      | 9                                      | 10                                     | 11                                     | 12                                     | 13                                     | 14                                     | 15                                     | 16                                     |                                        |
| -------------------------------------- | -------------------------------------- | -------------------------------------- | -------------------------------------- | -------------------------------------- | -------------------------------------- | -------------------------------------- | -------------------------------------- | -------------------------------------- | -------------------------------------- | -------------------------------------- | -------------------------------------- | -------------------------------------- | -------------------------------------- | -------------------------------------- | -------------------------------------- | -------------------------------------- | -------------------------------------- |
| Positie                                | 29                                     | 15                                     | 11                                     | 7                                      | 5                                      | 4                                      | 3                                      | 2                                      | 1                                      | 3                                      | 4                                      | 5                                      | 6                                      | 11                                     | 14                                     | 31                                     | uit                                    |

### Mega Top 50
| Hitnotering: 19-11-1994 t/m 25-03-1995 | Hitnotering: 19-11-1994 t/m 25-03-1995 | Hitnotering: 19-11-1994 t/m 25-03-1995 | Hitnotering: 19-11-1994 t/m 25-03-1995 | Hitnotering: 19-11-1994 t/m 25-03-1995 | Hitnotering: 19-11-1994 t/m 25-03-1995 | Hitnotering: 19-11-1994 t/m 25-03-1995 | Hitnotering: 19-11-1994 t/m 25-03-1995 | Hitnotering: 19-11-1994 t/m 25-03-1995 | Hitnotering: 19-11-1994 t/m 25-03-1995 | Hitnotering: 19-11-1994 t/m 25-03-1995 | Hitnotering: 19-11-1994 t/m 25-03-1995 | Hitnotering: 19-11-1994 t/m 25-03-1995 | Hitnotering: 19-11-1994 t/m 25-03-1995 | Hitnotering: 19-11-1994 t/m 25-03-1995 | Hitnotering: 19-11-1994 t/m 25-03-1995 | Hitnotering: 19-11-1994 t/m 25-03-1995 | Hitnotering: 19-11-1994 t/m 25-03-1995 | Hitnotering: 19-11-1994 t/m 25-03-1995 | Hitnotering: 19-11-1994 t/m 25-03-1995 |
| Week                                   | 1                                      | 2                                      | 3                                      | 4                                      | 5                                      | 6                                      | 7                                      | 8                                      | 9                                      | 10                                     | 11                                     | 12                                     | 13                                     | 14                                     | 15                                     | 16                                     | 17                                     | 18                                     |                                        |
| -------------------------------------- | -------------------------------------- | -------------------------------------- | -------------------------------------- | -------------------------------------- | -------------------------------------- | -------------------------------------- | -------------------------------------- | -------------------------------------- | -------------------------------------- | -------------------------------------- | -------------------------------------- | -------------------------------------- | -------------------------------------- | -------------------------------------- | -------------------------------------- | -------------------------------------- | -------------------------------------- | -------------------------------------- | -------------------------------------- |
| Positie                                | 30                                     | 17                                     | 7                                      | 6                                      | 5                                      | 4                                      | 2                                      | 1                                      | 2                                      | 3                                      | 4                                      | 4                                      | 4                                      | 8                                      | 9                                      | 18                                     | 31                                     | 42                                     | uit                                    |

### Vlaamse Ultratop 50
| Hitnotering: 21-01-1995 t/m 10-06-1995 | Hitnotering: 21-01-1995 t/m 10-06-1995 | Hitnotering: 21-01-1995 t/m 10-06-1995 | Hitnotering: 21-01-1995 t/m 10-06-1995 | Hitnotering: 21-01-1995 t/m 10-06-1995 | Hitnotering: 21-01-1995 t/m 10-06-1995 | Hitnotering: 21-01-1995 t/m 10-06-1995 | Hitnotering: 21-01-1995 t/m 10-06-1995 | Hitnotering: 21-01-1995 t/m 10-06-1995 | Hitnotering: 21-01-1995 t/m 10-06-1995 | Hitnotering: 21-01-1995 t/m 10-06-1995 | Hitnotering: 21-01-1995 t/m 10-06-1995 | Hitnotering: 21-01-1995 t/m 10-06-1995 | Hitnotering: 21-01-1995 t/m 10-06-1995 | Hitnotering: 21-01-1995 t/m 10-06-1995 | Hitnotering: 21-01-1995 t/m 10-06-1995 | Hitnotering: 21-01-1995 t/m 10-06-1995 | Hitnotering: 21-01-1995 t/m 10-06-1995 | Hitnotering: 21-01-1995 t/m 10-06-1995 | Hitnotering: 21-01-1995 t/m 10-06-1995 | Hitnotering: 21-01-1995 t/m 10-06-1995 | Hitnotering: 21-01-1995 t/m 10-06-1995 | Hitnotering: 21-01-1995 t/m 10-06-1995 |
| Week                                   | 1                                      | 2                                      | 3                                      | 4                                      | 5                                      | 6                                      | 7                                      | 8                                      | 9                                      | 10                                     | 11                                     | 12                                     | 13                                     | 14                                     | 15                                     | 16                                     | 17                                     | 18                                     | 19                                     | 20                                     | 21                                     |                                        |
| -------------------------------------- | -------------------------------------- | -------------------------------------- | -------------------------------------- | -------------------------------------- | -------------------------------------- | -------------------------------------- | -------------------------------------- | -------------------------------------- | -------------------------------------- | -------------------------------------- | -------------------------------------- | -------------------------------------- | -------------------------------------- | -------------------------------------- | -------------------------------------- | -------------------------------------- | -------------------------------------- | -------------------------------------- | -------------------------------------- | -------------------------------------- | -------------------------------------- | -------------------------------------- |
| Positie                                | 50                                     | 31                                     | 22                                     | 16                                     | 7                                      | 6                                      | 79                                     | 9                                      | 9                                      | 9                                      | 4                                      | 5                                      | 7                                      | 11                                     | 19                                     | 22                                     | 21                                     | 27                                     | 38                                     | 35                                     | 44                                     | uit                                    |

### NPO Radio 2 Top 2000
| Nummer met noteringen in de NPO Radio 2 Top 2000 | '99 | '00 | '01 | '02 | '03 | '04 | '05 | '06 | '07 | '08 | '09 | '10  | '11 | '12  | '13  | '14  | '15 | '16  | '17  | '18  | '19  |
| ------------------------------------------------ | --- | --- | --- | --- | --- | --- | --- | --- | --- | --- | --- | ---- | --- | ---- | ---- | ---- | --- | ---- | ---- | ---- | ---- |
| Waarom nou jij                                   | 335 | 274 | 226 | 510 | 420 | 195 | 385 | 382 | 554 | 374 | 333 | 1060 | 955 | 1305 | 1338 | 1332 | 993 | 1513 | 1825 | 1524 | 1351 |

1. ↑  Een vetgedrukt getal geeft de hoogste notering aan.
2. ↑  Deze tabel is bijgewerkt tot en met de meest recente editie (2024).